# Destination finale 5
Série Destination finale
Destination finale 4
(2009) Bloodlines
(2025)
Pour plus de détails, voir Fiche technique et Distribution.
Destination finale 5, ou Destination ultime 5 au Québec (Final Destination 5), est un film d'horreur américano-canadien réalisé par Steven Quale, sorti le 12 août 2011 en 3D aux États-Unis et le 31 août 2011 en France.
C'est le cinquième volet de la saga Destination finale bien qu'il constitue une préquelle à Destination finale et le deuxième en 3D ; il met en vedette Nicholas D'Agosto, Emma Bell, Miles Fisher, Arlen Escarpeta, Jacqueline MacInnes Wood, David Koechner et Tony Todd.

## Synopsis
Sam Lawton est en route pour un séminaire d'entreprise avec ses collègues. Pendant que leur autobus traverse le pont en réparation de North Bay, Sam a la prémonition que le pont va s'effondrer, tuant tout le monde à bord. Paniqué, il persuade plusieurs personnes de quitter le pont avant qu'il ne s'effondre, dont son ex-petite amie Molly Harper ; ses amis Nathan Sears et Peter Friedkin ; la petite amie de Peter, Candice Hooper ; son patron, Dennis Lapman ; et ses collègues Olivia Castle et Isaac Palmer. Alors que le pont commence à s'effondrer, ces huit personnes prennent la fuite et parviennent à se mettre en sécurité. L'agent du FBI Jim Block ne croit pas que Sam est responsable de l'effondrement du pont, mais promet de garder un œil sur lui. Lors du service commémoratif, le médecin légiste William Bludworth dit mystérieusement aux survivants que la Mort n'aime pas être trompée et les avertit de faire attention. Croyant que c'est absurde, ils ignorent son avertissement et s'en vont.
Plus tard, Candice se rend à un entraînement de gymnastique avec Peter, où une entité invisible commence à la suivre, et quand une réaction en chaîne fait chuter Candice des barres asymétriques, elle se brise la colonne vertébrale, laissant Peter dévasté. Le lendemain, Isaac est tué lorsque sa tête est écrasée par la chute d'une statue de Bouddha lors d'une séance d'acupuncture dans un spa chinois. Bludworth, qui était présent lors de ces deux décès, dit aux survivants restants que s'ils veulent tromper la Mort, ils doivent tuer quelqu'un qui était censé mourir sur le pont. Le même jour, Olivia se rend dans une clinique de chirurgie oculaire pour traiter sa myopie. Pendant que l'ophtalmologiste est à la recherche de dossiers, le laser se dérègle, ce qui lui brûle l'œil et la main. Elle parvient à se libérer au moment où Sam et Molly arrivent pour la sauver, mais elle trébuche et tombe par la fenêtre sur une voiture en dessous. Plus tard, Sam se rend compte que les survivants meurent dans l'ordre dans lequel ils devaient mourir sur le pont et que Nathan est le prochain sur la liste de la Mort.
Pendant ce temps, Nathan, qui est retourné à l'usine, tue accidentellement son collègue, Roy Carson, au cours d'une dispute en le poussant devant le crochet d'une grue qui l'empale à travers le menton. Nathan transmet cette information aux survivants restants, qui se rendent compte qu'il s'est approprié la durée de vie restante de Roy en le tuant et qu'il doit donc être en sécurité. Lorsque Dennis arrive pour interroger Nathan sur l'incident, une clé à molette projetée à pleine vitesse par un mécanisme le frappe au visage et le tue.
Ce soir-là, Sam, qui travaille dans un restaurant, demande à son chef de lui réserver une table pour un rendez-vous avec Molly. Peter, qui est devenu instable après la mort de Candice, interrompt le rendez-vous car il a décidé de tuer Molly. Il sort une arme à feu, mais Sam et Molly s'échappent tous les deux dans la cuisine du restaurant. L'agent Block entend les coups de feu de l'extérieur, mais lorsqu'il entre dans le restaurant, il est abattu par Peter. Croyant qu'il est maintenant à l'abri de la Mort, Peter décide de tuer Molly et Sam pour supprimer tous les témoins. Sam et Peter se battent et Peter assomme Sam, mais au moment où Peter est sur le point de poignarder Molly avec un couteau de cuisine, Sam revient à lui et le poignarde dans le dos avec une broche ; ce qui amène Sam à penser qu'il s'est emparé de la longévité de Block.
Deux semaines plus tard, Sam et Molly prennent un vol pour Paris. Alors qu'ils prennent place, une bagarre éclate entre deux passagers (Alex Browning et Carter Horton), révélant que l'avion dans lequel se trouvent Molly et lui est le vol 180. Au décollage, Sam apprend que l'un des passagers a eu une vision de la destruction de l'avion, mais il est trop tard pour qu'ils puissent partir et lui et Molly sont tués lors de l'explosion de l'avion. Au même instant, Nathan se trouve dans un bar où se tient une soirée de commémoration en l'honneur de Roy. Il apprend que Roy avait un anévrisme cérébral qui l'aurait tué sous peu. Alors que Nathan se rend compte qu'il est toujours en danger, le train d'atterrissage du vol 180 traverse le toit et l'écrase.

## Fiche technique
- Titre original : Final Destination 5

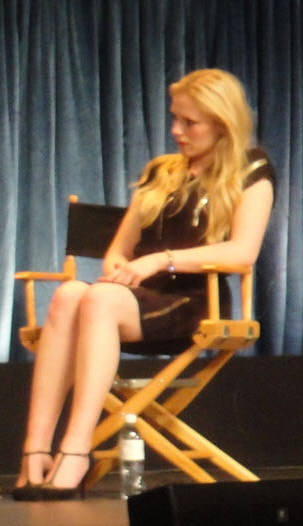
Emma Bell incarne Molly Harper.

Logo tiré de l'affiche officielle.

- Titre français : Destination finale 5
- Titre québécois : Destination ultime 5
- Réalisation : Steven Quale
- Scénario : Eric Heisserer, d'après les personnages créés par Jeffrey Reddick
- Musique : Brian Tyler
- Direction artistique : Sandi Tanaka
- Décors : David Sandefur
- Costumes : Jori Woodman
- Photographie : Brian Pearson
- Son : Steve Pederson, Brad Sherman
- Montage : Eric A. Sears
- Production : Craig Perry et Warren Zide

Production exécutive : Mathew Hart
Production déléguée : Richard Brener, Walter Hamada, Sheila Hanahan, Erik Holmberg et Dave Neustadter
Production associée : Jason Koffeman
Coproduction : John Rickard
- Sociétés de production[1] : Practical Pictures, Parallel Zide et Jellystone Films, avec la participation de New Line Cinema
- Sociétés de distribution[1] : Warner Bros. (États-Unis, Canada, France, Belgique)
- Budget : 40 millions de $[2]
- Pays d'origine :  États-Unis,  Canada
- Langue originale : anglais, cantonais
- Format[3] : couleur (DeLuxe) - 35 mm - 2,39:1 (Cinémascope) - son Dolby Digital | SDDS | Datasat | IMAX 6-Track
- Genre : épouvante-horreur, thriller, action, fantastique, gore
- Durée : 92 minutes
- Dates de sortie[4] :
  - Canada / Québec[5] : 4 août 2011 (Fantasia Film Festival) ; 12 août 2011 (sortie nationale)
  - États-Unis : 12 août 2011
  - Belgique : 24 août 2011
  - France, Suisse romande[6] : 31 août 2011
- Classification[7] :
  -  États-Unis : Interdit aux moins de 17 ans (R – Restricted)[Note 1].
  -  Canada : Les personnes de moins de 18 ans doivent être accompagnées d'un adulte (18A - 18 Accompaniment).
  -  Québec : 13 ans et plus (13+ / 13 years and over).
  -  France : Interdit aux moins de 12 ans (visa d'exploitation no 130490 délivré le 3 août 2011)[8],[9],[Note 2] lors de sa sortie en salles et aux moins de 16 ans à la télévision

## Distribution
- Nicholas D'Agosto (VF : Félicien Juttner[Note 3] ; VQ : Philippe Martin[10]) : Sam Lawton
- Emma Bell (VF : Marie Kauffmann[Note 3] ; VQ : Rose-Maïté Erkoreka) : Molly Harper
- Miles Fisher (VF : Alexandre Zeff[Note 3] ; VQ : Alexandre Fortin) : Peter Friedkin
- Arlen Escarpeta (VF : Benjamin Bollen ; VQ : Hugolin Chevrette-Landesque) : Nathan Sears
- David Koechner (VF : Gérard Darier[Note 3] ; VQ : Mario Desmarais) : Dennis Lapman
- Jacqueline MacInnes Wood (VF : Noémie Dujardin[Note 3] ; VQ : Annie Girard) : Olivia Castle
- P. J. Byrne (VF : Martin Amic[Note 3] ; VQ : Nicolas Charbonneaux-Collombet) : Isaac Palmer
- Ellen Wroe (VF : Magali Barney ; VQ : Catherine Brunet) : Candice Hooper
- Courtney B. Vance (VF : Frantz Confiac[Note 3] ; VQ : Daniel Picard) : l'agent Jim Block
- Tony Todd (VF : Thierry Desroses[Note 3] ; VQ : Widemir Normil) : William Bludworth
- Brent Stait (VF : Jacques Brunet et VQ : Vincent Davy) : Roy Carson
- Roman Podhora : John
- Jasmin Dring : Cho
- Barclay Hope : le docteur Leonetti
- Chasty Ballesteros : la réceptionniste du spa
- Mike Dopud : le chef cuisinier
- Blaine Anderson : le technicien de scène de crime

## Production

### Scénario
La particularité de ce cinquième volet est qu'il est une préquelle au premier film. L'histoire débute quelques mois avant l'accident du vol 180 qui introduisait le premier chapitre de la saga et se termine quelques instants après. On remarque d'ailleurs l'utilisation d'images d'archives afin de rendre la scène plus crédible : on peut donc revoir l'espace d'une seconde quelques-uns des protagonistes de Destination finale.

### Réalisation
Ce cinquième film est le premier réalisé par Steven Quale. Destination finale et Destination finale 3 avaient été réalisés par James Wong, Destination finale 2 et Destination finale 4 ont été réalisés par David R. Ellis.
Avant ce cinquième volet, tous les films de la saga étaient sortis à trois ans d'intervalle : en 2000, 2003, 2006 et 2009. Destination finale 5 sort seulement deux ans après le quatrième volet.

### Casting
En août 2010, l'acteur et musicien Miles Fisher a été le premier à rejoindre la distribution. Trois jours après l’engagement de Fisher dans le film, Arlen Escarpeta, qui a joué dans le remake Vendredi 13, a annoncé qu'il serait le prochain à rejoindre l’équipe. Fin août 2010, Nicholas D'Agosto, Ellen Wroe et Meghan Ory font partie du film.

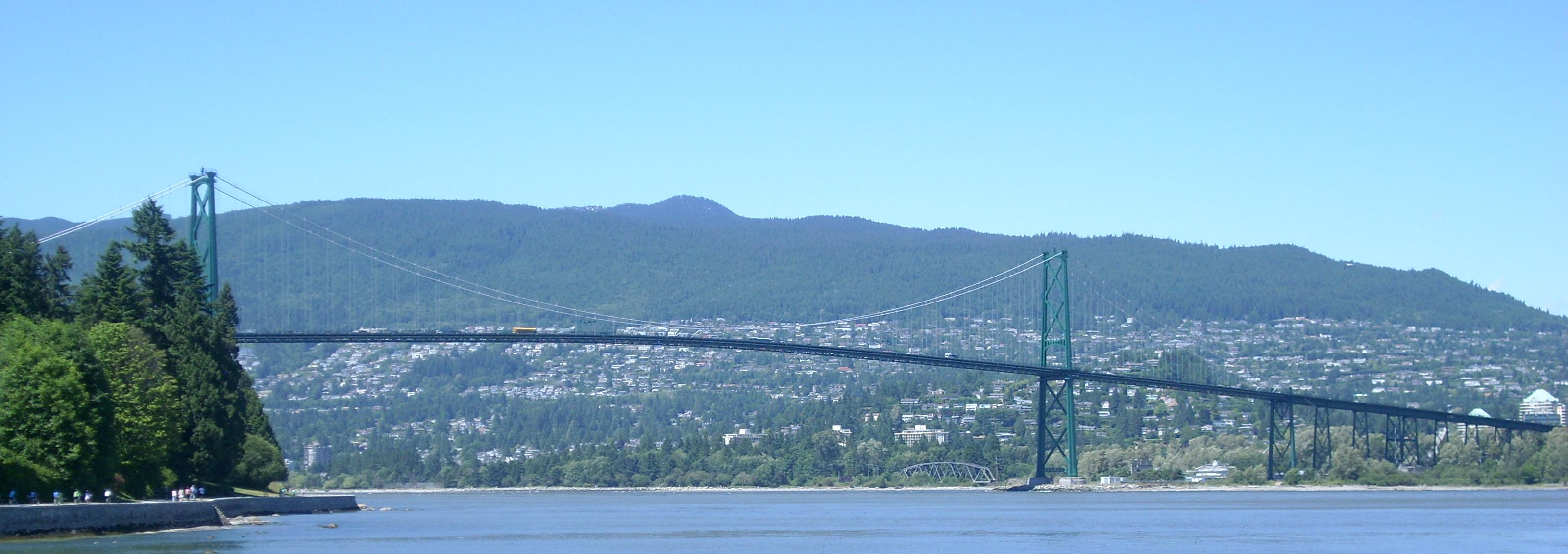
La première scène du film a été filmée sur le Pont Lions Gate à Vancouver.

Un jour après cette annonce, Tony Todd, qui avait joué dans Destination finale et Destination finale 2, rejoint la distribution. Le 30 août, c’est au tour de David Koechner suivi, le lendemain, de P. J. Byrne. Le 2 septembre, Emma Bell obtient le rôle principal féminin (Molly Harper). Mi-septembre, Jacqueline MacInnes Wood, de la série Amour, Gloire et Beauté, et la star Courtney B. Vance, de la série New York, section criminelle, rejoignent la distribution.

### Tournage
Le tournage se déroule à Vancouver, qui est l'endroit où les trois premiers films ont tous été tournés. Le tournage a débuté en septembre 2010.
L'accident d'ouverture a été filmée sur le pont Lions Gate.

## Accueil

### Accueil critique
Le film a obtenu globalement des critiques plutôt favorables, les meilleures de toute cette série de films. Il recueille 62 % de critiques positives, avec un score moyen de 5,9/10 et sur la base de 137 critiques collectées, sur le site Rotten Tomatoes. Sur Metacritic, il obtient un score de 50/100, sur la base de 24 critiques collectées.

### Box-office
| Pays ou région | Box-office      | Date d'arrêt du box-office | Nombre de semaines |
| -------------- | --------------- | -------------------------- | ------------------ |
| États-Unis     | 42 587 643 $    | 13 octobre 2011            | 9                  |
| France         | 956 967 entrées | 18 octobre 2011            | 7                  |
| Total mondial  | 157 887 643 $   | 18 octobre 2011            | 9                  |

Destination finale 5 sort le 12 août 2011 aux États-Unis. Lors du premier week-end (du 12 au 14 août), ses recettes s’élèvent à 18 400 000 dollars. C'est moins que Destination finale 4, qui avait réalisé 27 millions de dollars, et que Destination finale 3 avec 19,1 millions. Toutefois cela reste supérieur au score des deux premiers opus, respectivement 10 M$ et 16 M$.
Selon le site américain Mojo, Destination finale 5 dépasse au box-office américain son budget de 40 millions de dollars le 4 septembre 2011. Le jour de sa sortie en France, Destination finale 5 se place en tête du box-office français avec 497 796 entrées et détrône La Planète des singes : Les Origines.

## Distinctions
Entre 2011 et 2012, Destination finale 5 a été sélectionné 8 fois dans diverses catégories et a remporté 2 récompenses.

### Récompenses
- Prix Fright Meter (Fright Meter Awards) 2011 : Prix Fright Meter du Meilleur maquillage.
- Prix de la bande-annonce d'or 2012 : Prix de la bande-annonce d’or de la Meilleure voix off décerné à Warner Bros. et Transit (pour "Die Again").

### Nominations
- Prix Fright Meter (Fright Meter Awards) 2011 : Meilleur réalisateur pour Steven Quale.
- Prix Rondo Hatton horreur classique (Rondo Hatton Classic Horror Awards) 2011 : Meilleur film pour Steven Quale.
- Guilde des superviseurs de musique (Guild of Music Supervisors Awards) 2012 : Meilleure supervision musicale pour les bandes-annonces pour Vanessa Jorge.
- Prix de la bande-annonce d'or 2012 :
  - Meilleur spot TV d'horreur pour Warner Bros. et The AV Squad (pour "Ticking End").
  - Spot TV le plus original pour Warner Bros. et Transit (pour "Reverse").
- Prix Fangoria Chainsaw 2012 : Meilleur film à large diffusion.

## Anecdotes
Le nombre 180, récurrent dans la saga puisque correspondant par exemple au numéro de l'avion destiné aux protagonistes du premier opus, se retrouve bel et bien dans ce cinquième volet à deux endroits notamment : tout d'abord, quand les héros se trouvent sur le pont suspendu, à l'intérieur du bus. En effet, une émission est présentée sur la télévision du bus avant que cette dernière soit brouillée : figure alors sur l'émission le nombre 180. Enfin, plus tard dans le film, on peut apprendre que le héros principal travaille dans un restaurant prénommé "Le Miro 81" ; or, si on inverse l'ordre des symboles, on peut se retrouver avec "180 Rimel" : on retrouve alors le fameux nombre 180. Aussi, ce restaurant, s’avère à porter le même nom du café à Paris (Le Café Miro 81) dont l’enseigne, fauche Carter à la fin du premier volet
De plus, dans la scène se déroulant au cimetière au début du film, le personnage incarné par Tony Todd entonne une mélodie se rapprochant étrangement de celle de La Nuit du chasseur, classique réalisé par Charles Laughton dans les années 1950.

## Suite?
Tony Todd a déclaré dans une interview en 2011 que deux nouveaux films pourraient être tournés consécutivement. Intitulé Final Destination 6 (Destination finale 6), le premier pourrait avoir pour sujet un énorme accident en montagne. Et le septième tourné dans la foulée montrerait un terrible accident en bateau. On ignore cependant si des personnages des précédents films reviendront, comme Tony Todd ou Mary Elizabeth Winstead (son personnage ayant peut-être survécu à l'accident du métro dans Destination finale 3).
En octobre 2013, le producteur Craig Perry réalise, avec Alexander McNeill, un concept trailer pour une éventuelle suite. Son objectif est de motiver les studios de New Line afin de donner le feu vert à la production de Destination finale 6. Son idée est de développer la franchise dans un tout autre contexte : ramener l'histoire au XIIe siècle. « The Dark Age » (« Le Moyen Âge »), comme indiqué dans la bande-annonce. Un âge de superstition où la Mort ferait à nouveau des ravages.
En janvier 2019, il a été annoncé que le scénario  de Destination finale 6 serait écrit par les auteurs de Saw 4, 5, 6 et Saw 3D : Chapitre final : Patrick Melton et Marcus Dunstan.
Le 16 mars 2020, Craig Perry déclare, avec excitation, que le sujet de Destination finale 6 serait le monde des premiers intervenants (policiers, pompiers et ambulanciers), car ces gens font face à la mort en première ligne tous les jours, et qu'ils doivent prendre des décisions importantes qui déterminent la vie ou la mort des gens.